# Ajam Boujarari Mohammed
Ajam Boujarari Mohammed (* 3. April 1961), auch bekannt als Samir, ist ein ehemaliger marokkanischer Fußballtrainer.

## Karriere
Von 1998 bis 2002 war er der Co-Trainer der Japanischen Nationalmannschaft unter Philippe Troussier. 2000 wurde er mit der Japanischen Nationalmannschaft Vizemeister der Asienmeisterschaft. 2003 wurde Samir beim japanischen Zweitligisten Shonan Bellmare als Trainer eingestellt. 2005 und 2007 war er der Co-Trainer der Marokkanischen Nationalmannschaft unter Philippe Troussier und Mohamed Fakhir. Danach trainierte er beim marokkanischen Olympique Safi, AS Salé und IZK Khémisset.